# Autogrill
Autogrill — итальянская компания, занимающаяся кейтерингом и розничной торговлей. Её контролирующим акционером была семье Бенеттон. В феврале 2023 года была поглощена швейцарским оператором магазинов беспошлинной торговли Dufry, который в том же году сменил название на Avolta. Компания была основана в 1977 году. Штаб-квартира компании располагается в Роццано, Италия.

## История
После окончания Второй мировой войны правительство Италии начало масштабную программу строительства автотрасс. Вдоль трасс начали открываться закусочные, первая сеть таких закусочных была основана в 1947 году под названием Autogrill Pavesi. С ростом трафика в 1960-х годах закусочные начали преобразовываться в рестораны, многие из них были устроены в виде моста над дорогой. Однако с началом нефтяного кризиса 1973 года активность автотранспорта резко снизилась, и многие сети придорожных закусочных и ресторанов оказались на грани банкротства. В 1977 году государственная инвестиционная группа Società Meridionale Finanziaria (SME) приобрела 3 такие сети (Motta, Alemagna и Autogrill Pavesi) и объединила их в компанию Autogrill SpA. Все 270 ресторанов компании были переведены на бренд Autogrill. В 1982 году компания начала развитие сети ресторанов самообслуживания Ciao, а в 1989 году — сети пиццерий Spizzico.
В 1993 году Autogrill вышла на рынки Испании и Франции. В 1995 году Autogrill была приватизирована, её купил холдинг семьи Бенеттон Edizioni. В следующем году 43 % акций компании были размещены на Итальянской фондовой бирже. К этому времени сеть компании насчитывала 400 точек общественного питания. В 1997 году Autogrill начала развивать свою сеть в Греции, также были куплены сети в Австрии, Германии, Великобритании и Франции. В 1998 году во Франции была куплена сеть из 50 закусочных на вокзалах, а также куплена сеть ресторанов и гостиниц в странах Бенилюкс. В 1999 году была куплена франшиза Burger King для итальянского рынка. В августе 1999 года у Host Marriott Corporation за 929 млн долларов было куплено подразделение кейтеринга HMSHost, что удвоило оборот Autogrill; это подразделение включало сеть закусочных и точек розничной торговли в аэропортах и вдоль автомагистралей в США, Канаде, Австралии и Новой Зеландии, а также франшизы Sbarro, Starbucks, Burger King, TCBY и Pizza Hut. В 2000 году была куплена швейцарская сеть закусочных Passaggio.
В 2005 году была куплена 50-процентная доля в испанской компании Aldeasa, владевшей сетью торговых точек (включая беспошлинные) в аэропортах Испании, Португалии, Латинской Америки, Северной Африки и Ближнего Востока. В 2007 году была куплена Alpha Airport Group (торговля в аэропортах и питание во время авиарейсов). В 2008 году был куплен британский оператор магазинов беспошлинной торговли World Duty Free; в 2012 году он был объединён с Alpha Airport Group и Aldeasa в дочернюю структуру World Duty Free Group. В 2013 году она была выделена в самостоятельную компанию, а в 2015 году поглощена компанией Dufry.
В начале 2023 года семья Бенеттон передала свой контрольный пакет акций в Autogrill швейцарской компании Dufry, взамен получив в ней 20-процентную долю. К середине 2023 года Dufry выкупила акции Autogrill, которые обращались на бирже, таким образом полностью поглотив итальянскую компанию.

## Деятельность
По состоянию на 2022 год компания работала в 30 странах, её сеть насчитывала 3300 точек продаж, включая киоски по торговле снеками, кафе, закусочные и рестораны в аэропортах и вокзалах, вдоль автотрасс, в торговых центрах, парках аттракционов и на выставках. Компания использовала собственные бренды (La Fucina, Puro Gusto, ACafè, Autogrill Più, Spizzico, Motta, Bubbles, Burger Federation, Grab & Fly и Le CroBag), а также приобретала лицензии на такие бренды, как Starbucks Coffee, Burger King, Pret a Manger, Shake Shack, Costa Coffee, Eataly и другие.
Подразделения:
- аэропорты — представлена в 139 аэропортах (из них 80 в Северной Америке), 67 % выручки;
- автотрассы — 403 точки в Европе, 26 % выручки;
- другие места — 7 % выручки.

Основными регионами деятельности были Северная Америка (52 % выручки) и Европа (36 % выручки).